# Alev
Alev – typ osiedla w Estonii większy od aleviku, ale mniejszy od miasta (est. linn). Obecnie istnieje 12 alevów:
- Aegviidu
- Järva-Jaani*
- Järvakandi
- Kiili*
- Kohila*
- Kohtla-Nõmme
- Lavassaare
- Märjamaa*
- Paikuse*
- Pärnu-Jaagupi*
- Tootsi
- Vändra

* Miejscowości oznaczone gwiazdką nie stanowią gmin, ale są częściami większych gmin.